# Zeppelin over China
Zeppelin over China is het 27e studioalbum van de Amerikaanse indierockband Guided by Voices. Het dubbelalbum werd uitgebracht op 1 februari 2019.

## Tracklist
Alle muziek en teksten zijn geschreven door Robert Pollard. 
| Nr. | Titel                           | Duur |
| --- | ------------------------------- | ---- |
| 1.  | Good morning sir                | 1:09 |
| 2.  | Step of the wave                | 2:59 |
| 3.  | Carapace                        | 3:03 |
| 4.  | Send in the suicide squad       | 2:06 |
| 5.  | Blurring the contacts           | 1:57 |
| 6.  | Your lights are out             | 3:25 |
| 7.  | Windshield wiper rex            | 1:28 |
| 8.  | Holy rhythm                     | 2:38 |
| 9.  | Jack Tell                       | 3:19 |
| 10. | Bellicose starling              | 2:15 |
| 11. | Wrong turn on                   | 1:49 |
| 12. | Charmless Peters                | 3:20 |
| 13. | The rally boys                  | 1:43 |
| 14. | Think. Be a man.                | 2:31 |
| 15. | Jam warsong                     | 2:30 |
| 16. | You own the night               | 3:24 |
| 17. | Everything's thrilling          | 2:12 |
| 18. | Nice about you                  | 1:57 |
| 19. | Einstein's angel                | 2:36 |
| 20. | The hearing department          | 3:18 |
| 21. | Question of the test            | 2:59 |
| 22. | No point                        | 2:05 |
| 23. | Lurk of the worm                | 3:01 |
| 24. | Zeppelin over China             | 0:39 |
| 25. | Where have you been all my life | 1:48 |
| 26. | Cold cold hands                 | 1:56 |
| 27. | Transpiring anathema            | 2:02 |
| 28. | We can make music               | 1:42 |
| 29. | Cobbler ditches                 | 1:48 |
| 30. | Enough is never at the end      | 1:13 |
| 31. | My future in Barcelona          | 3:48 |
| 32. | Vertiginous rafts               | 1:43 |

## Personeel

### Bezetting
- Robert Pollard, zang
- Doug Gillard, gitaar, arrangement voor blaasinstrumenten
- Bobby Bare jr., gitaar
- Mark Shue, basgitaar
- Kevin March, drums

### Productie
- Travis Harrison, geluidstechnicus
- Ray Ketchem, geluidstechnicus